# Dioscuríade

Ubicación aproximada de Dioscuríade en la Cólquida.

Dioscuríade (en griego, Διοσκουριάς, Διοσκουρίς) era el nombre de una antigua ciudad griega ubicada en la Cólquide, actualmente en territorio de Abjasia, en la costa este del Mar Negro. 
Según el Periplo de Pseudo Escílax, se ubicaba cerca de las ciudades de Fasis y Gieno, aunque señala que estas dos últimas ciudades habían sido fundadas por griegos, pero no Dioscuríade. Arriano de Nicomedia, sin embargo, dice que era una colonia de Mileto. Los hallazgos arqueológicos permiten confirmar su origen milesio y su fundación puede ser fechada hacia el siglo VI a. C.
Existía la tradición de que su nombre era debido a que había sido fundada por Anfito y Telquio, aurigas de los Dioscuros, Cástor y Pólux, o que simplemente conservaba el recuerdo de la estancia de los Dioscuros en ese lugar, durante la expedición de los argonautas a la Cólquide.
Según Estrabón, estaba cerca del río Cares y dice que se reunían en la zona alrededor de setenta tribus que hablaban lenguas diferentes, la mayoría sármatas y caucasios y, entre las más particulares se hallaban los ptirófagos y los soanes. Plinio el Viejo, que la ubica junto al río Antemunte, comenta que en su época se hallaba desierta pero que en otro tiempo era tan famosa que Timóstenes decía que antes los griegos tenían ciento treinta intérpretes para hacer transacciones comerciales con las aproximadamente trescientas tribus diferentes que acudían a la zona.
Apiano señala que fue el lugar donde se refugió Mitrídates VI en su huida de los romanos.
Según comenta Arriano, posteriormente cambió su nombre por el de Sebastópolis.
Su ubicación es objeto de debate ya que suele considerarse que estuvo en la actual población de Sujumi pero esta ocupa un gran territorio y además se decía que parte de la ciudad estaba sumergida en época de Arriano, lo que no ha podido demostrarse.